# Orbinia latreillii
Orbinia latreillii is een borstelworm uit de familie Orbiniidae. De wetenschappelijke naam werd in 1833 voor het eerst geldig gepubliceerd door Jean Victoire Audouin en Henri Milne-Edwards. 